# セガ フェイブ
株式会社セガ フェイブ（登記社名: 株式会社セガフェイブ、英: SEGA FAVE CORPORATION）は、玩具の開発・製造・販売、アーケードゲームの開発・製造・販売を手掛けている企業。株式会社セガの完全子会社。旧商号は株式会社セガトイズ。
法人および玩具事業の前身である旧ヨネザワおよび大陽工業（たいようこうぎょう、通称：タイヨー）についても本項で扱う。

## 概要
前身のひとつ、ヨネザワは戦後の玩具輸出をリードした存在であり、ミニカー「ダイヤペット」シリーズなどで知られたが、業績の低迷が続き、1994年7月にセガ・エンタープライゼス（現在の株式会社セガ）の傘下に入り、社名をセガ・ヨネザワとした。その際、一旦ヨネザワから同社のソフトウェア事業を担当する100%子会社「エスパル」に営業権を移した上で、セガがエスパルを買収して100%子会社にするという形が取られた。1998年にセガトイズに商号変更。
2000年に発売された犬型ロボット「プーチ」は1200万個超の販売台数を記録した。
2007年には「タイヨー」ブランドでラジコン玩具を製造・販売していた大陽工業の事業を買収し、2010年まで新設の子会社「タイヨー」で商品を取り扱った。
セガトイズの企画本部プロダクト企画部（当時）に所属する下川智の談では、セガから転籍した者も多くいる関係からエレクトロニクス系の玩具を開発・リリースするのが得意であるとのこと。2010年代末からはセガが20世紀にリリースした家庭用ゲーム機をミニマムサイズで復刻した各種ホビーマシンの開発にも協力する事が多く、特に2020年12月にリリースする復刻系アーケードゲームホビーマシン・アストロシティミニではセガトイズが企画・開発を行い、セガが販売を担当するという形のタッグプロダクトがゲームファンの耳目を集めた。
2024年4月1日付で、セガからアーケードゲーム事業並びにALL.Net、セガプライズなどの関連業務を吸収分割により移管を受けたと同時に、商号を株式会社セガフェイブに変更した。同時に、ダーツライブとセガ・ロジスティクスサービスはセガ フェイブの子会社となった。セガ フェイブは、アミューズメントコンテンツカンパニー（セガのアーケードゲーム事業）とToysカンパニー（セガトイズが手掛けている事業）の社内カンパニー制を導入する。セガサミーグループにおいて、アーケードゲーム事業の移管が行われるのは、2020年4月1日にセガ（セガゲームスから再度商号変更）がセガ・インタラクティブを吸収合併して以来、4年ぶりとなる。

## 沿革
- 1932年 - 株式会社米澤玩具（のちのヨネザワ）が創業[2]。
- 1955年 - 大陽工業株式会社が創業[6]。
- 1975年 - 大陽工業がラジコンの製造・販売を開始[7]。
- 1991年2月 - 株式会社エスパルが創業。
- 1994年
  - 5月 - エスパルが株式会社ヨネザワの玩具事業部門を買収。
  - 7月 - エスパルがセガ・エンタープライゼス（現在の株式会社セガ）の傘下に入り、商号を「株式会社セガ・ヨネザワ」に変更。
- 1998年4月 - セガ・ヨネザワが商号を「株式会社セガトイズ」に変更。セガ・エンタープライゼスが「TOY事業部」の事業をセガトイズに移管する。それ以降、キッズコンピュータ・ピコの関連事業も全て当社に移管される。
- 2000年3月 - ダイヤペット（ミニカー）の販売権をアガツマに譲渡し、ミニカー事業から撤退。
- 2003年2月28日 - JASDAQ上場。
- 2005年4月 - セガとサミーの経営統合に伴う事業再編から親会社がセガサミーホールディングスに変更。
- 2007年2月 - 大陽工業のラジコン事業を買収、受け皿として完全子会社のタイヨーを設立[8]。
- 2010年
  - 1月 - タイヨーを解散、ラジコン事業より撤退。
  - 6月 - 本店所在地を東京都渋谷区広尾一丁目1番39号（恵比寿プライムスクエア）に移転。
  - 12月 - 株式交換により、セガサミーホールディングスの完全子会社となる[9]。
- 2015年4月 - セガサミーグループ再編に伴い、セガサミーホールディングスの完全子会社からセガホールディングス（後のセガグループ）の完全子会社となる[10][11]。
  - 7月 - 本社を東京都台東区浅草橋五丁目20番8号（CSタワー4階）に移転。
- 2019年4月 - 会社ロゴを独自のロゴからセガホールディングス、セガゲームス、セガ・インタラクティブ、セガ エンタテインメント（すべて当時の社名・企業）と同様のSEGAロゴへ変更[12]。
- 2021年
  - 4月 - セガがセガグループを吸収合併したことに伴い、セガの完全子会社となる[13]。
  - 7月 - 本社をセガと同じ住友不動産大崎ガーデンタワーへ移転。
- 2024年4月 - セガからアーケードゲーム・アミューズメント機器事業並びにALL.Net、セガプライズ、セガラッキーくじ、セガUFOキャッチャーオンラインなど付帯する業務を吸収分割により移管。商号を株式会社セガフェイブに変更[5]。セガから日本アミューズメント産業協会のAMマシン事業部の会員資格を承継。ダーツライブとセガ・ロジスティクスサービスをセガの子会社からセガ フェイブの子会社とする。

## 玩具事業

### 主な商品
- ココさかだちして
- 家庭用プラネタリウム「ホームスター」シリーズ
- 動く絵本プロジェクター「Dream Switch」
- サプライズトイ「WHOareYOU?」
- もっちまるず
- 手作りバスボム「しゅわボム」
- 手作りレジン風アクセサリー「ぷにジェル」
- ルームインテリア「東京タワーインマイルーム」
- カラダトレーナー
- 夢ねこプレミアム
- 夢ペットシリーズ（FurReal Friends）
- アストロシティミニ
- チェインレンサー
- イーピコ

#### キャラクター玩具
- それいけ!アンパンマン（「アンパンマン会議」構成社のうちの一つ[注 1]）
- クレヨンしんちゃん
- ディズニーキャラクター
- リルリルフェアリル（サンリオと共同開発）
- Beatcats（サンリオと共同開発）
- 東京2020公式ライセンス商品

#### 過去の発売玩具
- ダイヤペット（現在はアガツマが販売）
- プロレスの星 アステカイザー（ヨネザワ時代）
- 西部警察（同上）
- 忍者ハットリくん（同上）
- さすがの猿飛（同上）
- オシャレ魔女♥ラブandベリー
- 甲虫王者ムシキング
- 古代王者恐竜キング
- お茶犬
- ももぶた（サンエックスと共同開発）
- ジュエルペット（サンリオと共同開発）
- 東京タワー2007
- グランドピアニスト
- 脳力トレーナー
- idog
- アドバンスピコ・ビーナ
- キッズコンピュータ・ピコ
- キッズギア
- 芸手
- 超光戦士シャンゼリオン
- プーチ
- メガドライブ プレイTV
- ソニックス9（セガ・ヨネザワ時代。9mmゲージ規格の鉄道玩具）
- 爆丸（2019年4月の『爆丸バトルプラネット』以降はタカラトミーが販売）
- くるりんアイスクリン
- スプレーアートシリーズ（アガツマとのOEM供給品『デザイナーコレクションシリーズ・スプレースター』もある）など

### キャラクターライセンス
- お茶犬
- スプーンペット
- ウォーリーイーター
- LAIMO
- 爽爽猫

### 施設運営
- 仙台、横浜、名古屋、神戸、福岡の各「アンパンマンこどもミュージアム」内でキャラクターパンの製造・販売店舗「ジャムおじさんのパン工場」を運営している。

## アーケードゲーム事業
セガ、セガ・インタラクティブ時代の製品も含む。

### オンラインクレーンゲーム
- セガUFOキャッチャーオンライン

## グループ会社
- 株式会社ダーツライブ
  - 株式会社ハイブクリエーション
- 株式会社セガ・ロジスティクスサービス
- SEGA TOYS (HK) CO., LTD.

## 不祥事
社員による不正取引
2010年3月に希望退職で退職した元社員 が、不正取引を行っていたことが同年4月15日に発覚した。元社員は2008年3月から退職までの間、セガトイズを通さずにその取引と偽って不正取引を行い、退職5日後である同年4月5日にセガトイズ本社を訪れて不正取引を認めた。
アンパンマン商品における不具合
2010年10月11日に当社で販売しているアンパンマン商品において、不具合が発生した。それとともに商品回収が行われ、同年10月22日（金）放送の『それいけ!アンパンマン』（日本テレビ）でのCMを自粛し、ACジャパンのCMに差し替えられた（翌週以降は通常通り）。なお、土曜日放送の『爆丸バトルブローラーズ ニューヴェストロイア』と日曜日放送の『ひめチェン!おとぎチックアイドル リルぷりっ』は通常通り放送。

## テレビ番組
- 日経スペシャル ガイアの夜明け 脳科学が拓く未来～産業への応用と驚異のリハビリ治療～（2009年8月11日、テレビ東京）[15] - 電子ペット「夢ネコ」を取材。

## 提供番組

### 現在
- それいけ!アンパンマン（日本テレビ系列）
- クレヨンしんちゃん（テレビ朝日系列）
- クイズプレゼンバラエティー Qさま!!（テレビ朝日系列）

### 過去
ヨネザワ時代の提供も含む。
- プロレスの星 アステカイザー（NETテレビ）
- ドラえもん（テレビ朝日）
- おじゃまんが山田くん（フジテレビ）
- 忍者ハットリくん（テレビ朝日）
- 西部警察（テレビ朝日）
- 愛の戦士レインボーマン（毎日放送）
- ちびまる子ちゃん（フジテレビ）
- こちら葛飾区亀有公園前派出所（フジテレビ）
- VS嵐（フジテレビ）
- パワーパフガールズ（テレビ東京）
- 古代王者 恐竜キング Dキッズ・アドベンチャー（テレビ朝日）
- ディズニータイム（テレビ東京）
- TVチャンピオン2（テレビ東京）
- ポケモン☆サンデー（テレビ東京）
- 甲虫王者ムシキング 森の民の伝説（テレビ東京）
- 爆丸バトルブローラーズ（テレビ東京）
- ひめチェン!おとぎチックアイドル リルぷりっ（テレビ東京）
- 超光戦士シャンゼリオン（テレビ東京）
- ジュエルペットシリーズ（1作目のみテレビ大阪、2作目以降はテレビ東京）
  - ジュエルペット
  - ジュエルペット てぃんくる☆
  - ジュエルペット サンシャイン
  - ジュエルペット きら☆デコッ!
  - ジュエルペット ハッピネス
  - レディ ジュエルペット
  - ジュエルペット マジカルチェンジ
- リルリルフェアリルシリーズ
  - リルリルフェアリル～妖精のドア～（テレビ東京）
  - リルリルフェアリル～魔法の鏡～（テレビ東京）
  - おしえて魔法のペンデュラム～リルリルフェアリル～（TOKYO MX他）